# Di Hòa viên
Di Hoà viên (giản thể: 颐和园; phồn thể: 頤和園; bính âm: Yíhé Yuán) là cung điện được xây dựng từ thời nhà Thanh, nằm cách Bắc Kinh 15 km về hướng tây bắc. Di Hoà viên (nghĩa đen là "vườn nuôi dưỡng sự ôn hòa") đến nay vẫn còn được bảo tồn tốt. Nơi đây nổi tiếng về nghệ thuật hoa viên truyền thống của Trung Quốc.

## Lịch sử
Di Hoà viên có lịch sử tồn tại trên 800 năm với nhiều tên gọi khác nhau. Đầu đời nhà Tấn, một cung điện tên là Kim Sơn cung đã được xây dựng tại nơi mà ngày nay là Di Hoà viên. Năm 1750, Càn Long Đế xây Thanh Y viên tại khu vực này để mừng sinh nhật mẹ ông.
Năm 1860, trong Chiến tranh Nha Phiến, liên quân Anh - Pháp bắn phá khiến Thanh Y viên bị hư hại nặng. Khoảng 28 năm sau, Từ Hi Thái hậu lấy ngân quỹ vốn dùng để hiện đại hóa hải quân ra trùng tu hoa viên trong vòng 10 năm và đặt tên là Di Hoà viên.
Năm 1900, trong loạn Quyền Phỉ, liên quân 8 nước lại phá hoại hoa viên lần nữa. Khi Từ Hi Thái hậu hồi cung tại Bắc Kinh năm 1903, bà cho đại trùng tu hoa viên.

## Kiến trúc

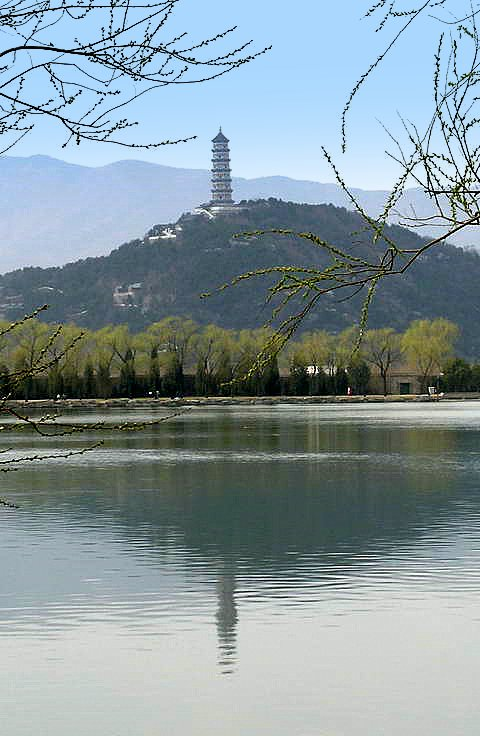
Vạn Thọ Sơn nhìn từ hồ Côn Minh.

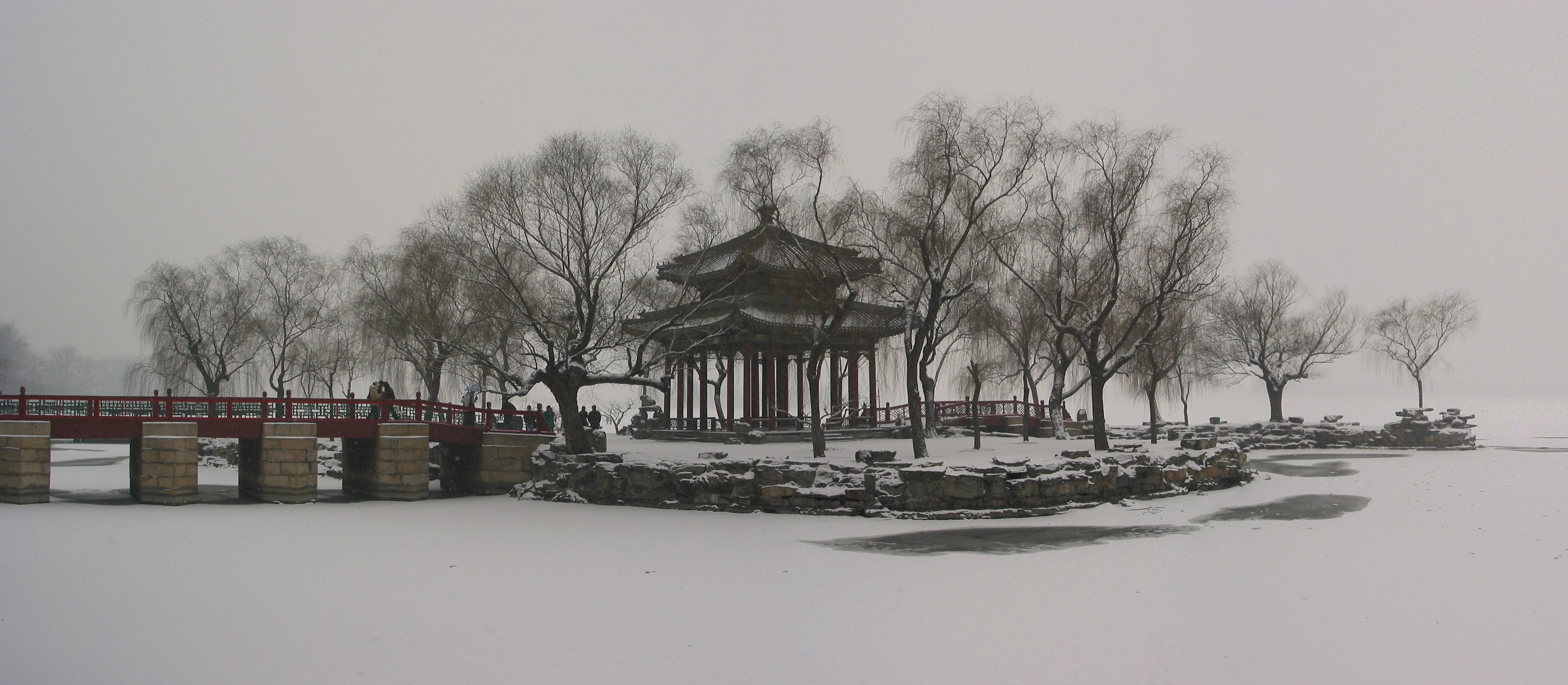
Ảnh chụp panorama vào mùa đông

Hai cảnh nổi bật ở Di Hoà viên là Vạn Thọ sơn và hồ Côn Minh. Hoa viên rộng 294 mẫu, trong đó diện tích hồ chiếm 220 mẫu. Vườn chia làm ba khu vực: khu hành chính (chủ yếu là Nhân Thọ Điện - nơi Từ Hi tiếp các quan lại và giải quyết quốc sự), khu nghỉ ngơi (gồm các điện và vườn hoa) và khu phong cảnh.
Di Hoà viên là một công viên nằm ở phía tây Bắc Kinh, diện tích khoảng 290 hécta, trong đó 3/4 là diện tích mặt nước. Đây là khu vui chơi giải trí nổi tiếng dành riêng cho hoàng gia của các triều đại Trung Hoa.
Lịch sử đã ghi nhận, khu công viên này được hình thành từ triều Kim (1115 - 1234). Tại đây các vị hoàng đế nhà Kim đã dựng lên vô số những hành cung nguy nga và những khu giải trí cực kỳ xa xỉ. Từ đó các triều đại tiếp nối nhau xây thêm nhiều công trình hoành tráng khác. Đến đời Vua Càn Long (1736-1796) nhà Thanh, quy mô khu công viên không những đã mở rộng một cách đáng kể, mà còn được xây thêm nhiều công trình mới, và đổi tên là Thanh Ý viên. Năm 1860 liên quân Anh - Pháp tấn công Bắc Kinh đã tràn vào đây cướp bóc, đốt phá khiến Thanh Ý viên tan hoang.
Năm 1888, Từ Hy Thái Hậu đã lấy 500 vạn lạng bạc vốn dĩ dùng để xây dựng hải quân, trùng tu lại Thanh Ý viên thành một công viên tráng lệ, và đổi tên thành Di Hoà viên (khu vườn di dưỡng tinh thần). Di Hoà viên mà ta thấy ngày nay chính là những gì được tạo ra từ lần trùng tu này.
Nổi bật ở chính khu trung tâm là Phật Hương các, một ngôi chùa nhiều tầng nguy nga lộng lẫy nằm trong khu Vạn Thọ sơn, nơi để Từ Hy niệm Phật. Dưới chân Vạn Thọ sơn là hồ Côn Minh bao la gợn sóng. Một bến thuyền có hình dáng là một chiếc thuyền làm bằng đá nhô ra mặt hồ, ngay dưới Phật Hương các là nơi đón du khách lên thuyền dạo trên hồ. Men theo bờ hồ là một dãy hành lang dài 728 mét gồm nhiều gian, mỗi gian được kiến trúc khác nhau với những hình vẽ vô cùng tinh xảo mang đậm tính nghệ thuật Trung Hoa... Giữa hồ Côn Minh là hòn đảo nhỏ được nối với bờ bằng một chiếc cầu vồng làm bằng đá gồm 77 nhịp có tên là Thập Thất Khổng kiều. Cho tới ngày nay, Di Hoà viên vẫn được coi là một trong những công viên đẹp nhất thế giới.
Di Hoà viên không những chỉ là một công viên đẹp, được coi là một kiệt tác về kiến trúc, mà người ta còn đồn rằng toàn bộ khuôn viên của Di Hoà viên đã được xây dựng theo bố cục rất chặt chẽ về mặt phong thủy thể hiện ý tưởng Phúc Lộc Thọ, theo một mật chỉ của Từ Hy Thái Hậu.
Đã có nhiều người bỏ công nghiên cứu để tìm hiểu bí mật ẩn chứa trong Di Hoà viên, nhất là tìm hiểu xem có thật Di Hoà viên có bố cục thể hiện ý tưởng Phúc Lộc Thọ hay không, và nếu có thì nó đã được thể hiện như thế nào.
Bước đột phá có tính chất quyết định để trả lời cho câu hỏi này là từ khi các nhà nghiên cứu có trong tay những bức ảnh chụp toàn cảnh Di Hoà viên từ vệ tinh bằng kỹ thuật có độ phân giải siêu cao và kỹ thuật chụp hồng ngoại. Khi những tấm ảnh này được công bố, các nhà nghiên cứu đã vô cùng kinh ngạc về bố cục kỳ lạ của Di Hoà viên.
Nhìn vào những tấm ảnh ta thấy ngay hồ Côn Minh có hình dáng là một quả đào lớn mà cuống của nó là con sông dẫn nước vào hồ qua cửa Tây Môn quan nằm ở góc phía bắc của Di Hoà viên. Con đê hẹp mà dài ở phía chếch mặt hồ tạo ra vết rãnh trên quả đào rất hoàn chỉnh. Dãy hành lang dùng làm đường đi lại men theo hồ Côn Minh ngay sát chân Vạn Thọ sơn thì giống như đôi xương cánh của một con dơi đang dang ra. Đường hành lang ở bờ bắc hồ Côn Minh thì rõ ràng là hình một cánh cung mà phần thâm nhập vào lòng hồ hình thành phần đầu của con dơi, phần nhô ra một cách đơn độc được dùng làm bến thuyền cho khách du ngoạn hồ Côn Minh chính là mõm của con dơi đó. Đường hành lang vươn dài sang hai phía tả hữu chính là đôi cánh dơi đang vươn ra. Đoạn hành lang ở phía đông và mái hiên nhà Ngư Tảo thâm nhập vào mặt nước và bởi đoạn hành lang ở phía tây tạo thành đôi móng chân trước của con dơi, còn núi Vạn Thọ sơn và cái hồ phía sau núi tạo thành thân của con dơi. Thập Thất Khổng kiều ở phía đối diện Vạn Thọ sơn thì đúng là chiếc cổ của một con rùa đang vươn dài, mà đầu của nó chính là hòn đảo nhỏ giữa hồ Côn Minh.
Vì trước đây không có được bức ảnh chụp toàn cảnh Di Hoà viên nên kiến trúc độc đáo của nó ít người nhận ra. Ngay cả Từ Hy Thái Hậu mặc dù đã lên tầng cao nhất của Phật Hương các trên đỉnh Vạn Thọ sơn thì cũng chỉ nhìn thấy một cách đại khái hình trái đào, cái đầu và cái cổ con rùa cũng như cái đầu và đôi móng con dơi. Những phần còn lại thì không thể nhìn thấy, nhất là phần thân con dơi do bị những kiến trúc khác che lấp.
Theo thuật phong thủy truyền thống Trung Hoa thì quả đào tượng trưng cho Lộc, con dơi tượng trưng cho Phúc, còn rùa tượng trưng cho Thọ. Như vậy cấu trúc tổng thể của Di Hoà viên ẩn trong nó cả ba điều mà Từ Hy mong muốn là Phúc Lộc Thọ đã được thể hiện bằng những hình tượng tuyệt vời. Phải chăng chính cấu trúc này là điểm khác biệt cực kỳ đặc sắc mà không có ở bất cứ một công viên nào khác tại Trung Quốc cũng như trên thế giới.

## Các công trình
Công trình Di Hoà viên tập trung quanh khu vực núi Vạn Thọ và hồ Côn Minh chiếm 3/4 diện tích của toàn bộ quần thể. Ngoài những cảnh quan quanh hồ và núi thì Di Hoà viên cũng bao gồm cả đền đài và danh thắng. Các tòa nhà chính tập trung theo chiều bắc nam của núi Vạn Thọ. Theo chiều đông tây từ thấp lên cao là Dưỡng Vân hiên (养云轩), Vô Tận Ý hiên, Giới Thọ đường, Bài Vân điện, Thanh Hoa hiên, Bảo Vân các, Cộng Nhất lâu, Thính Ly quán nằm giữa phong cảnh núi non. Chiều bắc nam là các đền chùa mang phong cách kiến trúc Trung Quốc-Tây Tạng gồm các tòa nhà nằm rải rác cho đến cả dãy gồm khu vườn nhỏ, Tô Châu nhai, Dần Huy Thành quan, Hoa Thừa các, Cai Xuân viên, Hội Phương đường cùng nhiều tòa nhà khác. Trong hồ Côn Minh có ba đảo nhỏ được gọi là Nam Hồ, Tảo Giám Đường, Trị Cảnh Các. Hồ nước được chia thành hai bởi một bờ kè ở phía tây.
Toàn bộ khu vực chính của Di Hoà viên chia thành 6 khu vực là: Khu vực đền thờ, khu vực thắng cảnh núi Vạn Thọ, khu vực thắng cảnh hồ Côn Minh, khu vực thắng cảnh Canh Chức Đồ (nơi vẽ và dệt vải), khu vực đi dạo và cuối cùng là khu vực thắng cảnh Trường lang bắt đầu từ Tiền sơn và kết thúc tại Hậu sơn)

### Tiền sơn
- Đông Cung môn: Là cổng chính của Di Hoà viên với hai con sư tử bằng đồng ở trước cổng với những bậc thang đá dẫn lên. Tên của nó được đặt bởi hoàng đế Quang Tự. Phía trước cổng là một quảng trường.
- Nhân Thọ điện: Là nơi Hoàng đế Quang Tự và Từ Hy Thái hậu gặp gỡ các quan lại và các sứ thần ngoại giao.